# Bryocamptus subarcticus
Bryocamptus subarcticus är en kräftdjursart som först beskrevs av Willey 1925.  Bryocamptus subarcticus ingår i släktet Bryocamptus och familjen Canthocamptidae. Inga underarter finns listade i Catalogue of Life.